# Вексен
Вексе́н (фр. Vexin) — историческая область на стыке Нормандии и Иль-де-Франс. В древности — область расселения галльского племени велиокассов. По Сен-Клер-сюр-Эптскому договору (911) король Карл Простоватый уступил земли к северу от реки Эпт (фр.) викингу Ролло. Вследствие этого разделения Вексен распался на Вексен Нормандский (фр., часть герцогства Нормандского, центры — Жизор, Шато-Гайар, Живерни) и Вексен Французский (фр., часть королевского домена, главный город — Понтуаз). О бурной истории Вексена в XII веке, когда за обладание им спорили Филипп Август и Ричард Львиное Сердце, напоминают многочисленные замки той поры.
|                 |  |                  |  |                          |
| Жизорский замок |  | Замок Шато-Гайар |  | Замок Ла-Рош-Гийон (фр.) |